# Новый стадион Малабо
Новый стадион Малабо — многофункциональный стадион, расположенное в Малабо, Экваториальная Гвинея . В настоящее время этот стадион используется в основном для проведения футбольных матчей .

## Обзор
Стадион вмещает 15 250 мест и был открыт в 2007 году. В настоящее время это домашний стадион национальной сборной Экваториальной Гвинеи . Один из стадионов, на которых проводился Кубок африканских наций 2012 года, он принимал финал Кубка африканских наций среди женщин в 2008 году.
Команды экватогвинейской премьер-лиги «Атлетико Малабо», «Атлетико Сему», «Депортиво Унидад», «Сони Эла Нгема», «Пантерс» и «Вегетарианос» проводят свои матчи на этом стадионе.
Стадион Малабо является частью Спортивного комплекса Малабо, настоящего спортивного города, состоящего из вышеупомянутого стадиона, спортивного центра, четырех теннисных кортов, олимпийского бассейна, тренировочного футбольного поля с искусственной травой и различных гандбольных и мини-футбольных площадок, а также отеля федерации Малабо.

## Интересные факты
На первоначальном национальном стадионе в канун Рождества 1969 года политические противники президента Франсиско Масиаса Нгемы были казнены расстрельной командой в костюмах Санта-Клауса, в то время как из динамиков стадиона звучала песня Мэри Хопкин «Those Were the Days».